# 侯古堆一号墓
32°9′59″N 115°40′49″E / 32.16639°N 115.68028°E
侯古堆一号墓是位于河南省固始县境内的一座春秋末年至战国初年的大型古墓葬，于1978年至1979年期间发掘。墓主人为30岁左右女性，具体身份尚存争议，但普遍认为其是贵族“句敔夫人季子”。墓内另有17人陪葬，同时出土了大量各式青铜器、陶器、玉器、木器和漆器，共150余件，较有代表性的有编钟和镈各一套、鼎九件、盉一件、簠两件、豆一件、肩舆三顶等。

## 发现经过
1978年3月，位于固始县城东南，史河西岸的固始城关砖瓦厂在取土过程中发现一大型墓葬。河南省博物馆和信阳地区文管会等组织对陪葬坑进行了发掘，至同年4月底发掘完毕。

在对主墓进行地球物理探测后
，经国家文物局批准，主墓发掘于同年8月开始。当年冬季发掘暂停，于1979年3月重新启动，最终于同年5月结束。

## 墓葬形制
墓葬封土高7米，直径达55米，即当地群众所称的“侯古堆”。墓口长12米，宽10.5米，有一条东西向斜坡墓道通往主墓。
主墓为长方形，墓坑底东西长10.8米，南北宽9米，深达16米，总面积约170平方米。主墓内依中原形制放置大量积石、积沙，石料经史河走水路运来。墓坑底部为单棺双椁，墓主人为30岁左右女性，尸骨头东足西。内椁外椁之间及外椁以外葬有17名殉人，其中5男12女。各殉人均有简易小棺，多数有少量随葬品。

陪葬坑位于主墓以南，深10.5米，东西长9.4米 、南北宽5.4米，呈长方形下有一大型木椁室，内有大量随葬品。

## 出土文物
墓内出土了大量各式青铜器、陶器、玉器、木器和漆器，共计150余件。

### 青铜器
青铜器以各式礼器为主，包括编钟和编镈各一套，鼎九件、簠四件两套，盉、舟、炉、盒、杓、壶、缶、罍、匜各一件。
陪葬坑出土编钟（鈕钟）9件，镈钟一套8件，均置于陪葬坑东侧，保存完好。钟架均为木制，出土时已腐朽断裂。编钟上均原有人名均被铲掉，另刻上“鄱子成周”铭文，为番国器物。编镈两大六小，有7件刻有相同铭文。其顶部有左右对称的钮，表面饰以蟠螭花纹。附近置有三件钟槌，呈T字形。
后经文化部民族音乐研究所（今中国艺术研究院音乐研究所）测音，两组乐器均可正常演奏。
编钟现藏于河南博物院，为国家一级文物。
|  |  |

|  |  |  |  |  |

### 玉器
于主棺墓内出土玉器约五十件，推测均为墓主人随身佩戴用品，有玉璧、玉环、玉璜、龙形饰品、玉管、玉珠、玉人、料珠、鼻塞、带钩等物。
其中三顆蜻蜓眼式琉璃珠，直徑約1公分，珠體為綠色，上嵌藍白兩色花紋，與同時期埃及和西亞等地出土的大量玻璃珠相似，是中国早期的玻璃工艺品。

### 木器漆器

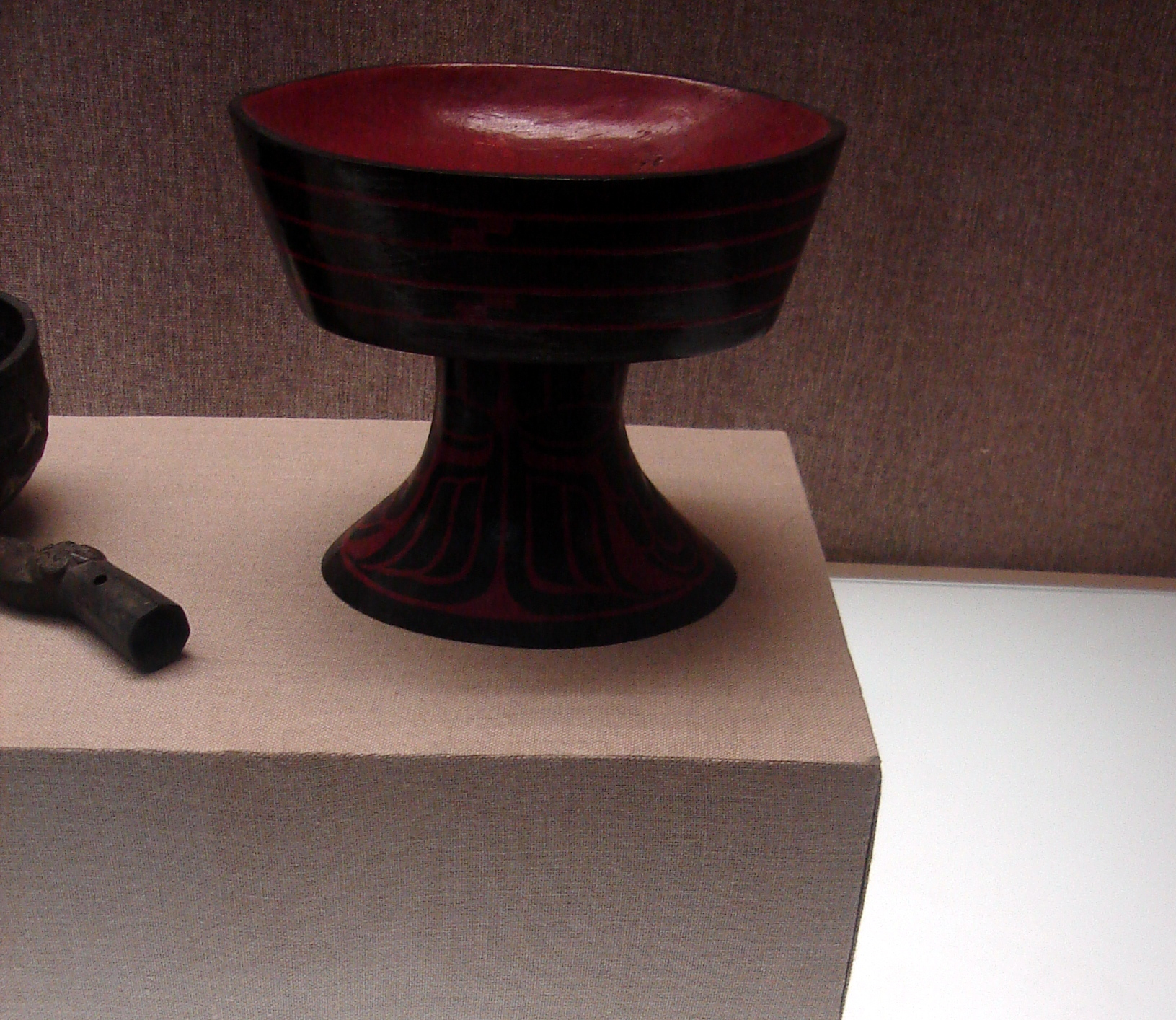
出土木豆的复制品

包括盘龙、镇墓兽、俎、豆、漆雕木瑟、漆雕木鼓、漆木鼗鼓等。
木瑟一套六件，均为长方形，其正面向上隆起而底面平整，均由整块桐木制成。

### 肩舆及车马饰
陪葬坑内出土两大一小肩舆三顶，造型精致，为目前出土年代最早的轿子，有屋顶式和伞顶式两种。肩舆包括底座、立柱、栏杆、顶盖、舆杆、抬杠等部件，由竹条、方木和圆木制成。底座部分四根圆形底撑插入边框内的榫眼内，上覆扁竹条和竹席。四周为圆形立柱，下半部围有栏杆，上半部以扁竹条环绕四周，交叉处以竹丝打结固定。顶盖为类似庑殿顶的四坡顶，脊顶为一根长圆木，用铜管构件和卯榫固定。舆杆两根，表面刻有云纹图案。
肩舆整体覆盖黑漆，舆杆和抬杠两端、舆身立柱及盖顶中轴等处嵌有龙形或兽形铜饰。其中两顶损毁较重，难以复原，另一顶经修复后陈列于信阳博物馆。
|  |  |  |

## 墓主人身份

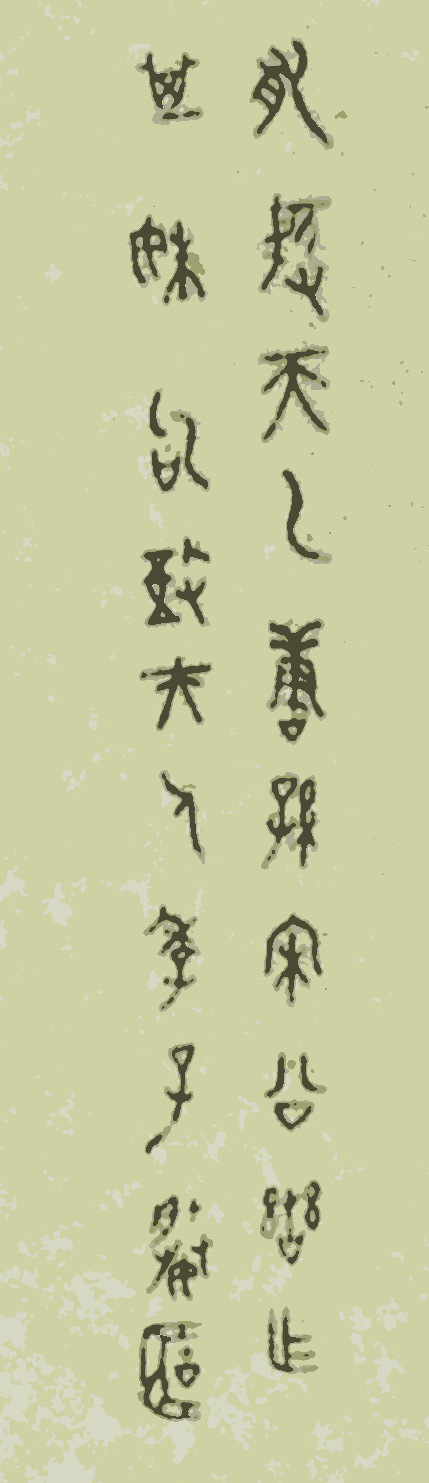
铜簠上的铭文

对于墓主人的身份，目前尚存在争议。发掘组的考古發掘简报根据出土的铜簠上铭文“有殷天乙唐（汤）孙宋公（栾）作其妹句敔夫人季子媵簠”，推测墓主系句敔夫人，为宋景公妹妹，有可能为吴王夫差的妻子。王恩田則根据编钟上的铭文“鄱子成周”，認爲墓主句敔夫人曾为吴王僚或阖闾的夫人，后改嫁番国国君潘子成周。劉彬徽根据出土器物的文化特征，认为墓葬系楚系墓葬
，而李學勤、吴良宝等人則进一步指出此墓墓主人可能是戰國早期楚國封君的夫人。